# Yuvan Shankar Raja
Yuvan Shankar Raja (Tamil: யுவன் சங்கர் ராஜா, nacido el 31 de agosto de 1979, Chennai) es un cantante, compositor y letrista indio. Ha marcado predominio dentro de la música tamil, así como en varias películas de Telugu. Su carrera musical comenzó en 1996, a los 16 años, compuso un tema musical para la banda sonora titulada "Aravindhan". Después de una lucha inicial, realizó su gran oportunidad para la banda sonora "Thulluvadho Ilamai" (2001), y se desarrolló como uno de los cantautores tamiles del cine codiciados a mediados de la década del 2000.
En un lapso de 14 años, Yuvan Shankar Raja ha trabajado en más de 85 películas. Considerado como uno de los compositores versátiles, en la que demuestra su esfuerzo por la música de una manera diferente e innovadora en la que ha podido explorar y utilizar elementos de varios géneros en sus composiciones, como desde el folk hasta el heavy metal. Es particularmente conocido por su uso de elementos de la música occidental en sus piezas musicales y, a menudo el mérito de haber introducido el hip hop hasta para una película Tamil y de la industria musical por de haber comenzado la "era de remixes" en Tamil Nadu. Es considerado como un artista popular e inmensamente entre las generaciones más jóvenes del momento, en la que ha introducido también el género "Rockstar" siendo el "icono de la juventud de Tamil en la Música del Cine Indio". Además, Yuvan Shankar Raja es reconocido por sus labores en películas de puntuación (de regrabación) que le trajo elogios entre los críticos. 
Ha ganado dos premios como el Filmfare, el Premio de la Música al Mejor Director en 2004 por su banda sonora en la colonia de teatro Arco Iris 7G a los 25 años, también fue reconocido por los premios "Special Jury Award" en 2009 por su repertorio musicak "Oy Telugu". Además, recibió dos nominaciones a los premios Filmfare, Tamil Nadu, un Premio del Cine del Estado en 2006 y el Premio Internacional de Cine de Chipre en el 2006 en el Festival de Raam, convirtiéndose en uno de los primeros compositores indios.

## Filmografía
Álbumes de bandas sonoras publicados
| Año  | En idioma Tamil                                            | En idioma Telugu]]                                     | Otros lenguajes                                                        |
| ---- | ---------------------------------------------------------- | ------------------------------------------------------ | ---------------------------------------------------------------------- |
| 1997 | Aravindhan •                                               |                                                        |                                                                        |
| 1998 | Velai •                                                    |                                                        |                                                                        |
| 1998 | Kalyana Galatta •                                          |                                                        |                                                                        |
| 1999 | Poovellam Kettuppar •                                      | Deal (2007)                                            |                                                                        |
| 1999 | Unakkaga Ellam Unakkaga •                                  |                                                        |                                                                        |
| 2000 | Rishi •                                                    |                                                        |                                                                        |
| 2000 | Dheena •                                                   | Dada (2007)                                            | Jigarwala (Hindi)                                                      |
| 2001 | Thulluvadho Ilamai # •                                     |                                                        |                                                                        |
| 2001 | Manadhai Thirudivittai •                                   | Manasuna Manasai (2005)                                |                                                                        |
| 2001 | Nandha •                                                   | Aakrosham (2006) Pratheekaram (2009) Bala-Surya (2011) |                                                                        |
| 2002 |                                                            | Seshu • (4 out of 8 songs)                             |                                                                        |
| 2002 | Malli Malli Chudali •                                      |                                                        |                                                                        |
| 2002 | Junior Senior •                                            |                                                        | Hum Hai Bade Miyan Chote Miyan (2008) (Hindi) Super (2009) (Malayalam) |
| 2002 | Kadhal Samrajyam •                                         |                                                        |                                                                        |
| 2002 | April Maadhathil •                                         | Vaallidharu (2004)                                     | Mr. Rangeela (Hindi)                                                   |
| 2002 | Bala •                                                     |                                                        |                                                                        |
| 2002 | Mounam Pesiyadhe •                                         | Aadanthe Ado Type (2003) ♦ Kanchu (2006)               |                                                                        |
| 2002 | Punnagai Poove •                                           |                                                        |                                                                        |
| 2002 | Pop Carn •                                                 |                                                        | Popcarn (2007) (Malayalam)                                             |
| 2003 | Winner •                                                   |                                                        | Winner (Hindi)                                                         |
| 2003 | Kaadhal Kondein •                                          |                                                        |                                                                        |
| 2003 | Pudhiya Geethai # •                                        |                                                        |                                                                        |
| 2003 | Thennavan •                                                |                                                        |                                                                        |
| 2003 | Kurumbu •                                                  |                                                        |                                                                        |
| 2003 | Pudhukottaiyilirundhu Saravanan •                          | Sowrya (2006)                                          |                                                                        |
| 2003 |                                                            | Five by Four #2 (English) •                            |                                                                        |
| 2004 | Ullam •                                                    |                                                        |                                                                        |
| 2004 | Aethiree •                                                 | Bottle Mani                                            |                                                                        |
| 2004 | Perazhagan •                                               | Sundarangadu                                           |                                                                        |
| 2004 | 7G Rainbow Colony •                                        | 7G Brindhavan Colony                                   | Gilli (2009) (Kannada) ♦                                               |
| 2004 | Manmadhan •                                                | Manmadha                                               | Madana (2006) (Kannada) ♦                                              |
| 2004 | Bose •                                                     | Rakshana (2005)                                        |                                                                        |
| 2004 | Adhu #2 •                                                  |                                                        |                                                                        |
| 2005 | Raam •                                                     |                                                        |                                                                        |
| 2005 | Arinthum Ariyamalum •                                      | Kalisunte                                              |                                                                        |
| 2005 | Daas •                                                     |                                                        |                                                                        |
| 2005 | Thotti Jaya • (1 song; special thanks)                     | Jalakanda                                              |                                                                        |
| 2005 | Oru Kalluriyin Kathai •                                    | College Days (2008)                                    |                                                                        |
| 2005 | Kanda Naal Mudhal •                                        |                                                        |                                                                        |
| 2005 | Sandakozhi •                                               | Pandhem Kodi (2006)                                    |                                                                        |
| 2005 | Kalvanin Kadhali •                                         | Chilipi                                                |                                                                        |
| 2005 | Agaram •                                                   |                                                        |                                                                        |
| 2005 | Pudhupettai •                                              | Dhoolpeta (2006)                                       |                                                                        |
| 2006 |                                                            | Happy •                                                | Happy (Malayalam)                                                      |
| 2006 | Pattiyal •                                                 | Gayam                                                  |                                                                        |
| 2006 | Raam •                                                     |                                                        |                                                                        |
| 2006 | Azhagai Irukkirai Bayamai Irukkirathu •                    | Maha Andamga Vunnavani Bhayam                          |                                                                        |
| 2006 | Vallavan •                                                 | Vallabha                                               |                                                                        |
| 2006 | Kedi •                                                     | Jadoo                                                  |                                                                        |
| 2006 | Thimiru •                                                  | Pogaru (2007)                                          | Minchu (2008) (Kannada) ♦ (uncredited)                                 |
| 2006 | Paruthiveeran •                                            | Palnati Veerudu (2010)                                 |                                                                        |
| 2006 | Thaamirabharani •                                          | Bharani (2007)                                         |                                                                        |
| 2007 | Deepavali •                                                | Paga (2011)                                            | Billu Bachan - Ek Diljala (2010) (Hindi)                               |
| 2007 | Chennai 600028 # •                                         | Kodithe Kottali Raa                                    |                                                                        |
| 2007 | Yaaradi Nee Mohini (2008) ♦                                | Aadavari Matalaku Ardhalu Verule •                     | Anthu Inthu Preethi Banthu (2008) (Kannada) # ♦ (4 out of 7 songs)     |
| 2007 | Parattai Engira Azhagu Sundaram • (1 song; special thanks) |                                                        |                                                                        |
| 2007 | Raju Bhai •                                                |                                                        |                                                                        |
| 2007 | Satham Podathey •                                          |                                                        | Kelkaatha Shabdam (Malayalam)                                          |
| 2007 | Thottal Poo Malarum •                                      |                                                        |                                                                        |
| 2007 | Kannamoochi Yenada •                                       |                                                        | Aarodum Parayaathe (2008) (Malayalam)                                  |
| 2007 | Kattradhu Thamizh •                                        | Dare (2011)                                            |                                                                        |
| 2007 | Vel •                                                      | Deva                                                   |                                                                        |
| 2007 | Machakaaran •                                              | Dheera (2009)                                          |                                                                        |
| 2007 | Billa •                                                    |                                                        |                                                                        |
| 2008 | Vaazhthugal •                                              |                                                        |                                                                        |
| 2008 | Saroja •                                                   | Saroja                                                 |                                                                        |
| 2008 | Aegan •                                                    | Mallika I Love You (2009)                              |                                                                        |
| 2008 | Silambattam •                                              | Maa Vaadu (2009)                                       |                                                                        |
| 2009 | Kunguma Poovum Konjum Puravum •                            |                                                        |                                                                        |
| 2009 | Siva Manasula Sakthi •                                     |                                                        |                                                                        |
| 2009 | Sarvam •                                                   | Sarvam (2010)                                          |                                                                        |
| 2009 | Vaamanan •                                                 |                                                        |                                                                        |
| 2009 | Muthirai •                                                 |                                                        |                                                                        |
| 2009 | Oy! •                                                      |                                                        |                                                                        |
| 2009 | Yogi •                                                     |                                                        |                                                                        |
| 2009 | Paiyaa •                                                   | Awara (2010)                                           |                                                                        |
| 2009 | Theeradha Vilaiyattu Pillai •                              | Khiladi (2010)                                         |                                                                        |
| 2010 | Goa •                                                      | Goa (2011)                                             |                                                                        |
| 2010 |                                                            | Striker                                                | Striker (Hindi) • (1 song)                                             |
| 2010 | Baana Kaathadi •                                           | Kurralloi Kurrallu (2011)                              |                                                                        |
| 2010 | Kaadhal Solla Vandhen •                                    | Modalaindi Ila (2011)                                  |                                                                        |
| 2010 | Thillalangadi # • (5 out of 7 songs)                       |                                                        |                                                                        |
| 2010 | Naan Mahaan Alla •                                         | Naa Peru Shiva (2011)                                  |                                                                        |
| 2010 | Boss Engira Bhaskaran •                                    | Nene Ambani                                            |                                                                        |
| 2010 | Pathinaaru •                                               |                                                        | Jolly Boy (2011) (Kannada) ♦                                           |
| 2011 | Pesu •                                                     |                                                        |                                                                        |
| 2011 | Kadhal 2 Kalyanam •                                        |                                                        |                                                                        |
| 2011 | Vaanam •                                                   |                                                        | Vaanam (Malayalam)                                                     |
| 2011 | Avan Ivan •                                                | Vaadu Veedu                                            |                                                                        |
| 2011 | Aaranya Kaandam #2 •                                       |                                                        |                                                                        |
| 2011 | Mankatha •                                                 | Gambler                                                |                                                                        |
| 2011 | Panjaa •                                                   |                                                        |                                                                        |
| 2011 | Kazhugu •                                                  |                                                        |                                                                        |
| 2011 | Rajapattai •                                               | Veedinthe                                              |                                                                        |

## Discografía

### Como compositor
| Año      | Tamil                                                           | Otros idiomas | Lanzamientos doblados                                                                                     |
| -------- | --------------------------------------------------------------- | --- | --- |
| 1997     | Aravindhan                                                      | | |
| 1998     | Velai                                                           | | |
| 1998     | Kalyana Galatta                                                 | | |
| 1999     | Poovellam Kettuppar                                             | | Deal (2007) (télugu)                                                                                      |
| 1999     | Unakkaga Ellam Unakkaga                                         | | |
| 2000     | Rishi                                                           | | |
| 2000     | Dheena                                                          | | Dada (2007) (télugu) Jigarwala (hindi)                                                                    |
| 2001     | Thulluvadho Ilamai                                              | | |
| 2001     | Manadhai Thirudivittai                                          | | Manasuna Manasai (2005) (télugu)                                                                          |
| 2001     | Nandha                                                          | | Aakrosham (2006) Pratheekaram (2009) (télugu) Bala-Surya (2011)                                           |
| 2002     |                                                                 | Seshu (télugu) (4 de 8 canciones)                                                                                       | |
| 2002     | Malli Malli Chudali (télugu)                                    | | |
| 2002     | Junior Senior                                                   | | Hum Hai Bade Miyan Chote Miyan (2008) (hindi) Super (2009) (malayalam)                                    |
| 2002     | Kadhal Samrajyam                                                | | |
| 2002     | April Maadhathil                                                | | Vaallidharu (2004) (télugu) Mr. Rangeela (hindi)                                                          |
| 2002     | Bala                                                            | | |
| 2002     | Mounam Pesiyadhe                                                | Aadanthe Ado Type (2003) (télugu)                                                                                       | Kanchu (2006) (télugu) Ghatak Returns (hindi)                                                             |
| 2002     | Punnagai Poove                                                  | | |
| 2002     | Pop Carn                                                        | | Popcarn (2007) (malayalam)                                                                                |
| 2003     | Winner                                                          | | Winner (hindi)                                                                                            |
| 2003     | Kaadhal Kondein                                                 | | |
| 2003     | Pudhiya Geethai                                                 | | |
| 2003     | Thennavan                                                       | | Police commissioner (télugu)                                                                              |
| 2003     | Kurumbu                                                         | | |
| 2003     | Pudhukottaiyilirundhu Saravanan                                 | | Sowrya (2006) (télugu)                                                                                    |
| 2003     | Five by Four (inglés)                                           | | |
| 2004     | Ullam                                                           | | |
| 2004     | Aethiree                                                        | 25a película | Bottle Mani (télugu)                                                                                      |
| 2004     | Perazhagan                                                      | | Sundarangadu (télugu)                                                                                     |
| 2004     | 7G Rainbow Colony                                               | 7G Brindhavan Colony (télugu) Gilli (2009) (kannada)                                                                    | |
| 2004     | Manmadhan                                                       | Madana (2006) (kannada)                                                                                                 | Manmadha (Télugu)                                                                                         |
| 2004     | Bose                                                            | | Rakshana (2005) (Télugu)                                                                                  |
| 2004     | Adhu                                                            | | |
| 2005     | Raam                                                            | | |
| 2005     | Arinthum Ariyamalum                                             | | Kalisunte (télugu)                                                                                        |
| 2005     | Daas                                                            | | |
| 2005     | Thotti Jaya (1 canción; gracias especiales)                     | | Jalakanda (télugu)                                                                                        |
| 2005     | Oru Kalluriyin Kathai                                           | | College Days (2008) (Télugu)                                                                              |
| 2005     | Kanda Naal Mudhal                                               | | Naa Allari (télugu)                                                                                       |
| 2005     | Sandakozhi                                                      | | Jeet Hamari (Hindi) Pandhem Kodi (2006) (télugu)                                                          |
| 2005     | Kalvanin Kadhali                                                | | Chilipi (télugu)                                                                                          |
| 2005     | Agaram                                                          | | |
| 2005     | Pudhupettai                                                     | | Dhoolpeta (2006) (télugu)                                                                                 |
| 2006     |                                                                 | Happy (télugu) | Happy (malayalam) Dum (2015) (hindi)                                                                      |
| 2006     | Pattiyal                                                        | | Gayam (télugu)                                                                                            |
| 2006     |                                                                 | Raam (Telugu) | Jeene Do – Let Us Live (jindi)                                                                            |
| 2006     | Azhagai Irukkirai Bayamai Irukkirathu                           | | Maha Andamga Vunnavani Bhayam (télugu)                                                                    |
| 2006     | Vallavan                                                        | | Vallabha (télugu)                                                                                         |
| 2006     | Kedi                                                            | | Jadoo (télugu)                                                                                            |
| 2006     | Thimiru                                                         | | Pogaru (2007) (télugu) Minchu (2008) The Return of Zid (2009) (hindi)                                     |
| 2006     | Paruthiveeran (50.º)                                            | | Malligadu (2012) (télugu) Meri Awargi (2018) (hindi)                                                      |
| 2006     | Thaamirabharani                                                 | | Bharani (2007) (télugu)                                                                                   |
| 2007     | Deepavali                                                       | | Paga (2011) (télugu) Billu Bachan – Ek Diljala (2010) (Hindi)                                             |
| 2007     | Chennai 600028                                                  | | Kodithe Kottali Raa (Télugu)                                                                              |
| 2007     | Parattai Engira Azhagu Sundaram (1 canción; gracias especiales) | | Badri (télugu)                                                                                            |
| 2007     | Raju Bhai (télugu)                                              | | |
| 2007     | Satham Podathey                                                 | | Kelkaatha Shabdam (malayalam); 50a película                                                               |
| 2007     | Thottal Poo Malarum                                             | | |
| 2007     | Kannamoochi Yenada                                              | | Aarodum Parayaathe (2008) (malayalam)                                                                     |
| 2007     | Kattradhu Thamizh                                               | | Dare (2011) (télugu)                                                                                      |
| 2007     | Vel                                                             | | Deva (télugu) Main Faisla Karunga (hindi)                                                                 |
| 2007     | Machakaaran                                                     | | Dheera (2009) (télugu)                                                                                    |
| 2007     | Billa                                                           | | Ajith Billa (télugu)                                                                                      |
| 2007     | Vaazhthugal                                                     | | Prema Nilayam (2012) (télugu)                                                                             |
| 2008     | Saroja                                                          | | Saroja (télugu)                                                                                           |
| 2008     | Yaaradi Nee Mohini (2008)                                       | Aadavari Matalaku Ardhalu Verule (télugu) Anthu Inthu Preethi Banthu (2008) (kannada) (4 de 7 canciones; sin acreditar) | Phir Aaya Deewana (2013) (hindi)                                                                          |
| 2008     | Aegan                                                           | | Mallika I Love You (2009) (télugu) Jaanbaaz Commando (2012) (hindi)                                       |
| 2008     | Silambattam                                                     | | Maa Vaadu (2009) (télugu)                                                                                 |
| 2009     | Kunguma Poovum Konjum Puravum                                   | | |
| 2009     | Siva Manasula Sakthi                                            | Siva Manasulo Sruthi (télugu) (2 canciones; sin acreditar)                                                              | Rangam Modalaindhi (télugu)                                                                               |
| 2009     | Sarvam                                                          | | Sarvam (2010) (télugu)                                                                                    |
| 2009     | Vaamanan                                                        | | Live (2012) (télugu)                                                                                      |
| 2009     | Muthirai                                                        | | |
| 2009     |                                                                 | Oy! (Telugu) | Kadhal Alai (2013) (tamil)                                                                                |
| 2009     | Yogi                                                            | | |
| 2009     | Paiyaa (banda sonora)                                           | Ajith (2014) (kannada)                                                                                                  | Awara (2010) (télugu) Aakhri Baazi (2013) (hindi)                                                         |
| 2009     | Theeradha Vilaiyattu Pillai                                     | | Khiladi (2010) (télugu)                                                                                   |
| 2009     | Bolo Na Tumi Aamar (Bengalí)                                    | | Hate You (2010)                                                                                           |
| 2010     | Goa (banda sonora)                                              | | Goa (2011) (télugu)                                                                                       |
| 2010     | Striker (Hindi) (1 canción)                                     | | |
| 2010     | Baana Kaathadi                                                  | 75a película | Kurralloi Kurrallu (2011) (télugu)                                                                        |
| 2010     | Kaadhal Solla Vandhen                                           | | Modalaindi Ila (2011)                                                                                     |
| 2010     | Thillalangadi (5 de 7 canciones)                                | | |
| 2010     | Naan Mahaan Alla                                                | | Naa Peru Shiva (2011) (Telugu) Jungbaaz (2016) (hindi)                                                    |
| 2010     | Boss Engira Bhaskaran                                           | | Nene Ambani (télugu)                                                                                      |
| 2010     | Pathinaaru                                                      | Jolly Boy (2011) (kannada)                                                                                              | |
| 2011     | Pesu                                                            | | |
| 2011     | Kadhal 2 Kalyanam                                               | | |
| 2011     | Vaanam                                                          | | Vaanam (Malayalam) Zindagi Ek Sangharsh (hindi)                                                           |
| 2011     | Avan Ivan                                                       | | Vaadu Veedu (télugu)                                                                                      |
| 2011     | Aaranya Kaandam                                                 | | |
| 2011     | Mankatha (banda sonora)                                         | | Gambler (télugu) The King Maker (hindi)                                                                   |
| 2011     |                                                                 | Panjaa (télugu) | Jai (2012) (tamil) Jaandaar (hindi)                                                                       |
| 2011     | Kazhugu                                                         | | |
| 2011     | Rajapattai                                                      | | Veedinthe (télugu) Main Hoon Dada No. 1 (2013) (hindi)                                                    |
| 2011     | Vettai                                                          | | |
| 2012     |                                                                 | Mr. Nookayya (télugu)                                                                                                   | Mr. Mobile (hindi)                                                                                        |
| 2012     | Ullam                                                           | | |
| 2012     | Billa II                                                        | | David Billa (télugu) Billa 2 (2014) (hindi)                                                               |
| 2012     |                                                                 | Dhenikaina Ready (télugu) (2 de 5 canciones)                                                                            | Endhinum Ready (malayalam) Naangellam Appave Appadi (2014) (tamil) Sabse Badi Hera Pheri 2 (2015) (hindi) |
| 2012     | Ameerin Aadhi Baghavan                                          | | Main Shareef Tu Badmash (2013) (hindi)                                                                    |
| 2012     | Aadhalal Kadhal Seiveer                                         | | Preminchali (2013) (télugu)                                                                               |
| 2012     | Moondru Per Moondru Kaadhal                                     | | Itlu Prematho (2013) (télugu)                                                                             |
| 2012     | Samar                                                           | | Vetadu Ventadu (télugu) Gabbar Sher (2016) (hindi)                                                        |
| 2013     | Kedi Billa Killadi Ranga                                        | | Kedi Billa Killadi Ranga (télugu)                                                                         |
| 2013     | Thanga Meenkal                                                  | | |
| 2013     | Thillu Mullu                                                    | | |
| 2013     | Biriyani                                                        | Película número 100 | Biriyani (télugu) Dum Biriyani (2016) (hindi)                                                             |
| 2013     | Arrambam                                                        | | Aata Arambham (télugu) Player: Ek Khiladi (2015) (hindi)                                                  |
| 2014     | Vadacurry (1 canción)                                           | | Kulfi (télugu)                                                                                            |
| 2014     | Vanavarayan Vallavarayan                                        | | |
| 2014     | Thirudan Police                                                 | | |
| 2014     | Anjaan                                                          | | Sikander (télugu) Khatarnak Khiladi 2 (2016) (hindi)                                                      |
| 2014     | Raja Natwarlal (hindi)                                          | | |
| 2014     |                                                                 | Govindudu Andarivadele (télugu)                                                                                         | Yevadu 2 (2016) (hindi)                                                                                   |
| 2014     | Poojai                                                          | | Pooja (télugu) Himmatwar (hindi)                                                                          |
| 2014     | Vai Raja Vai                                                    | | |
| 2014     | Idam Porul Yaeval                                               | | |
| 2015     | Masss                                                           | | Rakshasudu (télugu) Masss (hindi)                                                                         |
| 2015     | Yatchan                                                         | | |
| 2016     | Dharma Durai                                                    | | Dharmaraju MBBS (télugu) Dharma Durai (2019) (hindi)                                                      |
| 2016     | Chennai 600028 II: Second Innings                               | | |
| 2016     | Yaakkai                                                         | | Serial Killer (télugu)                                                                                    |
| 2016     | Taramani                                                        | | Taramani (télugu 2019)                                                                                    |
| 2017     | Sathriyan                                                       | | |
| 2017     | Kadamban                                                        | | Kadamban (hindi) Gajendrudu (2019) (télugu)                                                               |
| 2017     | Anbanavan Asaradhavan Adangadhavan                              | | Khel Kismat Ka (2018) (hindi)                                                                             |
| 2017     | Gowdru Hotel (kannada)                                          | | |
| 2017     | Oxygen (télugu)                                                 | | |
| 2017     | Semma Botha Aagathey                                            | | Dhanam Moolam (télugu) Kahani Kismat Ki (2019) (hindi)                                                    |
| 2017     | Balloon                                                         | | Balloon (télugu)                                                                                          |
| 2018     | Irumbu Thirai                                                   | Película número 125 | Abhimanyudu (télugu) The Return Of Abhimanyu (2019) (hindi)                                               |
| 2018     | Raja Ranguski                                                   | | |
| 2018     | Peranbu                                                         | | Nanna Prema (télugu) Resurrection (malayalam)                                                             |
| 2018     | Pyaar Prema Kaadhal                                             | | Pyaar Prema Kaadhal (télugu)                                                                              |
| 2018     | Om (Meendum Oru Mariyathai) (1 canción)                         | | |
| 2018     | Genius                                                          | | |
| 2018     | Sandakozhi 2                                                    | | PandemKodi 2 (télugu)                                                                                     |
| 2018     | Maari 2                                                         | | Maari 2 (télugu) Maari (2019) (hindi)                                                                     |
| 2019     | Kanne Kalaimaane                                                | | |
| 2019     | Super Deluxe                                                    | | |
| 2019     | NGK                                                             | | NGK (télugu)                                                                                              |
| 2019     | Sindhubaadh                                                     | | Sindhubaadh (télugu)                                                                                      |
| 2019     | Kazhugu 2                                                       | | |
| 2019     | Nerkonda Paarvai                                                | | Maha Rakshak (2021) (hindi)                                                                               |
| 2019     | Hero                                                            | | Shakthi (télugu)                                                                                          |
| 2021     | Kalathil Santhippom                                             | | |
| 2021     | Chakra                                                          | | Chakra (télugu, kannada, malayalam) Chakra Ka Rakshak (hindi)                                             |
| 2021     | Nenjam Marappathillai                                           | | |
| 2021     | Sulthan (Solo música de fondo)                                  | | Sulthan (télugu)                                                                                          |
| 2021     | Kasada Thapara                                                  | | |
| 2021     | Dikkiloona                                                      | | |
| 2021     | Maanaadu                                                        | | Rewind (télugu, hindi, kannada, malayalam)                                                                |
| Próximos | Maamanithan                                                     | | |
| Próximos | Plan Panni Pannanum                                             | | |
| Próximos | Kuruthi Aattam                                                  | | |
| Próximos | Valimai                                                         | | |
| Próximos | Naane Varuven                                                   | | |
| Próximos | Koozhangal                                                      | | |
| Próximos | Eriyum Kannadi                                                  | | |
| Próximos | Agent Kannayiram                                                | | |
| Próximos | Star                                                            | | |
| Próximos | Raam untitled film                                              | | |
| Próximos | Veerame Vaagai Soodum                                           | | |
| Próximos | Viruman                                                         | | |

### Sencillos
- 2010 - "Evan Di Unna Pethan" (Promotional track for Vaanam)
- 2010 - "I'll Be There For You" (Promotional track for Yuvan - Live in Concert)
- 2011 - "Vilaiyaadu Mankatha" (Promotional track for Mankatha)
- 2011 - "Papparappa" (Promotional track for Vettai)

### Álbumes
- 1999 - The Blast

## Premios
- Filmfare la mejor concesión de la música Director (Tamil) para 7G colonia Arco Iris (2004)
- Filmfare Premio Especial del Jurado para Oy! (2009)
- Estado de Tamil Nadu Film Award al Mejor Director de Música para Pattiyal (2006)
- Chipre Festival Internacional de Cine Premio a la Mejor Película Musical de características *Puntuación de Raam (2006) [127]
- Vijay Premio a la canción favorita de "Solla En Kadhal" (Paiyaa) (2010) [128]

nominaciones¡¡
- Premio Filmfare al Mejor Director Música - Telugu para Aadavari Matalaku Ardhalu Verule (2007) [129] [130]
- Filmfare Premio al Mejor Director Música - Tamil para Yaaradi Mohini Nee (2008)
- Filmfare Premio al Mejor Director Música - Tamil para Paiyaa (2010)
- Filmfare Premio al Mejor Director Música - Tamil de Naan Mahaan Alla (2010)
- Filmfare Premio al Mejor Cantante Masculino de reproducción - tamil para "Iragai Polo" - Naan *Mahaan Alla (2010)
- Vijay Premio al Mejor Director de Música para Paruthiveeran (2007)
- Vijay Premio al Mejor Director de Música para Saroja (2008)
- Vijay Premio al Mejor Director de Música para Siva Manasula Shakti (2009)
- Vijay Premio al Mejor Director de Música para Paiyaa (2010)